# خوان فيليبي ألفيس ريبيرو
خوان فيليبي ألفيس ريبيرو (5 ديسمبر 1987 في البرازيل - ) هو لاعب كرة قدم برازيلي في مركز الوسط. لعب مع سانتو أندريه وسسكا صوفيا ونادي فاردار وأورينتي بيتروليرو ونادي ساو كارلوس وريد بول برازيل.

## وصلات خارجية
- خوان فيليبي ألفيس ريبيرو على موقع قاعدة بيانات كرة القدم.إي يو (الإنجليزية)
- خوان فيليبي ألفيس ريبيرو على موقع Soccerway.com (الإنجليزية)
- خوان فيليبي ألفيس ريبيرو على موقع عالم كرة القدم.نت (الإنجليزية)